# Ismael Cortinas
Ismael Cortinas est une ville de l'Uruguay située dans le département de Flores. Sa population est de 1 069 habitants.
Ismael Cortinas est la deuxième plus grande ville du département.

## Population
| Année | Population |
| ----- | ---------- |
| 1963  | 515        |
| 1975  | 580        |
| 1985  | 938        |
| 1996  | 1.036      |
| 2004  | 1.069      |

Référence,:

## Gouvernement
Le maire de la ville depuis 2010 est Lucy Etchandy.